# Análisis dinámico de software
El Análisis dinámico de software es un tipo de análisis de software que supone la ejecución del programa y observar su comportamiento (a diferencia de las técnicas estáticas de análisis que no ejecutan el software). Para que el análisis dinámico resulte efectivo el programa a ser analizado se debe ejecutar con los suficientes casos de prueba como para producir un comportamiento interesante, se pueden usar varias estrategias de pruebas de software para lograr esto tales como cobertura de código o simplemente programas conocidos como fuzzers que ayudan a asegurar que una porción adecuada del conjunto de posibles comportamientos del programa ha sido observada. Otras herramientas en vez de probar casos de pruebas buscan a otros tipos de deficiencias en el software.

## Herramientas de análisis dinámico
Algunas herramientas para realizar este tipo de análisis son:
- Avalanche (software)
- BoundsChecker
- Cenzic
- ClearSQL
- Daikon (software)
- Dmalloc
- DynInst
- Gcov
- HP Security Suite
- IBM Rational AppScan
- Rational AppScan Standard Edition y IBM Rational AppScan Enterprise Edition
- Intel Thread Checker
- Intel Parallel Inspector
- Parasoft Insure++
- Parasoft Jtest
- Purify
- Valgrind
- VB Watch
- Vector FabricsPareon